# Bruno Berglund
Bruno Berglund (Stockholm, 1947. február 13. –) svéd ralinavigátor.

## Pályafutása
Hetvenöt rali-világbajnoki versenyen vett részt navigátorként. Anders Kulläng navigátoraként egy futamgyőzelmet szerzett a világbajnokságon; kettősük az 1980-as svéd ralin lett első. 
Pályafutása alatt olyan jelentős versenyzők mellett navigált mint, Guy Fréquelin, Stig Blomqvist és Ari Vatanen.
Vatanennel három alkalommal (1989, 1990, 1991) nyerték meg a Dakar-ralit.

### Rali-világbajnoki győzelem
| #  | Dátum               | Rali      | Versenyző      | Autó            | Összefoglaló |
| -- | ------------------- | --------- | -------------- | --------------- | ------------ |
| 1. | 1980. február 15-17 | Svéd rali | Anders Kulläng | Opel Ascona 400 | Összefoglaló |

## Külső hivatkozások
- Profilja a rallybase.nl honlapon